# ميهار فيج
ميهار فيج هي ممثلة هندية ولدت في 7 يونيو 1986، فازت بجائزة فيلم فير لأفضل ممثلة في دور ثانوي عن دورها في فيلم نجم سري.